# Wadim Kutschin
Wadim Witoldowitsch Kutschin (russisch Вадим Витольдович Кучин; * 19. Februar 1920; † 1979 in Moskau) war ein sowjetischer Nachrichtendienstmitarbeiter und Oberst des KGB. Seine Decknamen waren Oberst Karpow, Wladimir Apollonowitsch Karpow und Dr. Schneider. Er hatte eine Ausbildung als Germanist und sprach fließend deutsch.

## Werdegang
Nachdem er 1941 sein Studium am Moskauer Institut für Philosophie und Literatur beendet hatte, absolvierte er bis 1942 einen Spezialkurs an einer Sonderschule des Innenministeriums der UdSSR (NKWD) und trat in die NKWD-Operativgruppe ein. Von 1944 bis 1945 war innerhalb dieser Spezialeinheit in der 1. Weißrussischen Front eingesetzt. Während der Unterzeichnung der bedingungslosen Kapitulation der Wehrmacht durch den Chef des Oberkommando der Wehrmacht Generalfeldmarschall Wilhelm Keitel in Berlin-Karlshorst war er verantwortlich für die Sicherheit der sowjetischen Delegation unter Leitung von Marschall Georgi Schukow.
Kurze Zeit nach Kriegsende wurde er als Mitarbeiter des Ministeriums für Staatssicherheit in Deutschland Leiter der Residentur in Nürnberg und war dort bei der Vorbereitung der Anklagen für die Nürnberger Prozesse tätig.
1949 bis 1959 war er Referent des MGB/KGB-Bevollmächtigten in der Deutschen Demokratischen Republik (DDR). Hierbei war er maßgeblich in den Fall des damaligen Präsidenten des Bundesamtes für Verfassungsschutz Otto John involviert, welchen er laut eigenen Angaben zu dessen vermeintlich freiwilligen Übertritt in die DDR am 20. Juli 1954 überzeugt haben will und während seines Aufenthaltes in der DDR betreute.
1959 bis 1962 war er Mitarbeiter der Ersten Hauptverwaltung des KGB (PGU) in deren Moskauer Zentrale. 1962 bis 1968 war er Leitender Verbindungsoffizier des KGB zum Ministerium für Staatssicherheit (MfS) der DDR und hierbei auch an zahlreichen nachrichtendienstlichen Operationen des MfS gegen die Bundesrepublik Deutschland beteiligt.
Von 1968 bis zu seinem Tod 1979 war er in leitender Position in der PGU-Zentrale in Moskau beschäftigt.

## Ehrungen
- Orden des Roten Banners der Arbeit
- Orden des Roten Sterns